# 芍薬甘草湯

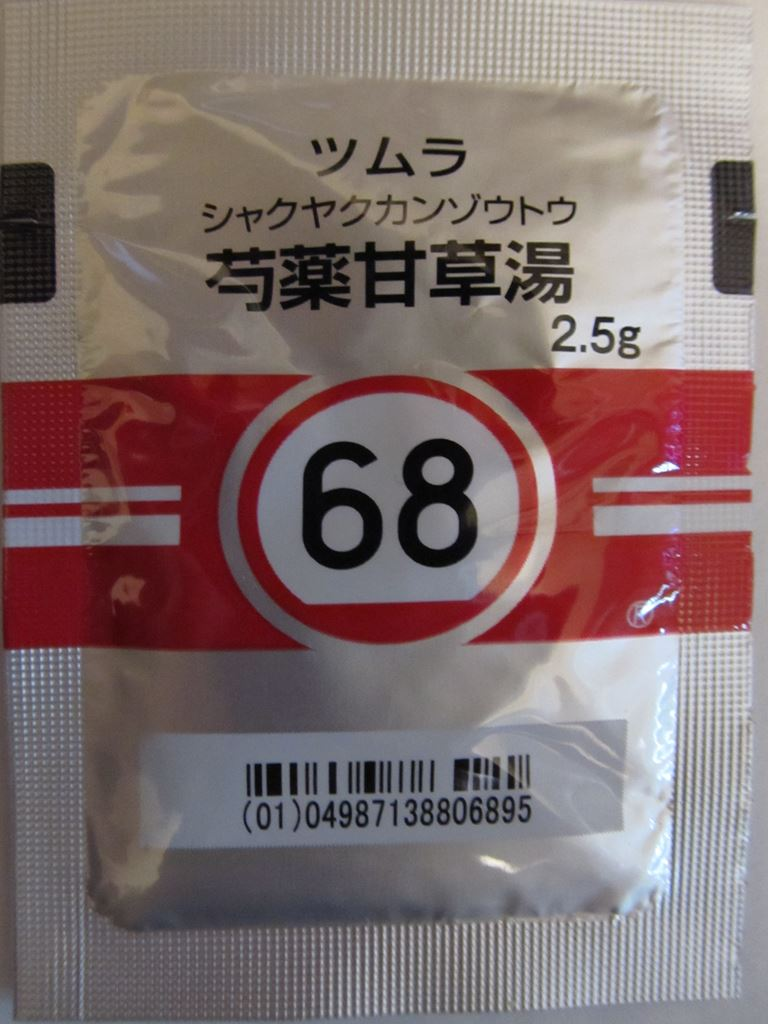
ツムラ漢方薬甘草湯エキス顆粒「ツムラ68番」

芍薬甘草湯（しゃくやくかんぞうとう）とは、漢方方剤の一種。出典は「傷寒論」。

## 効果・効能
- 下肢の痙攣性疼痛（腓(こむら)返り）や、胃腸の激しい痛み等、急激におこる筋肉の痙攣を伴う疼痛などに用いる。

漢方薬としては珍しく速効性があり、服用してから平均６分程で効果が発現し、４～６時間 効果が持続する。
- 人工透析患者の腓返りに用いられることがある。透析中に足がつる場合は透析前に服用する。

### 保険適用エキス剤の効能・効果
急激におこる筋肉の痙攣を伴う疼痛

## 臨床試験
肝硬変症患者126 例（芍薬甘草湯群65 例、プラセボ群61 例）による二重盲検ランダム化比較試験において、芍薬甘草湯はプラセボ群に対して、筋痙攣回数改善度,最終全般改善度（痙攣持続時間や痛みの程度）が有意に改善した。

## 組成
芍薬（しゃくやく）4.0g、甘草（かんぞう）4.0g
以上の切断あるいは破砕した生薬をとり、1包として製する。

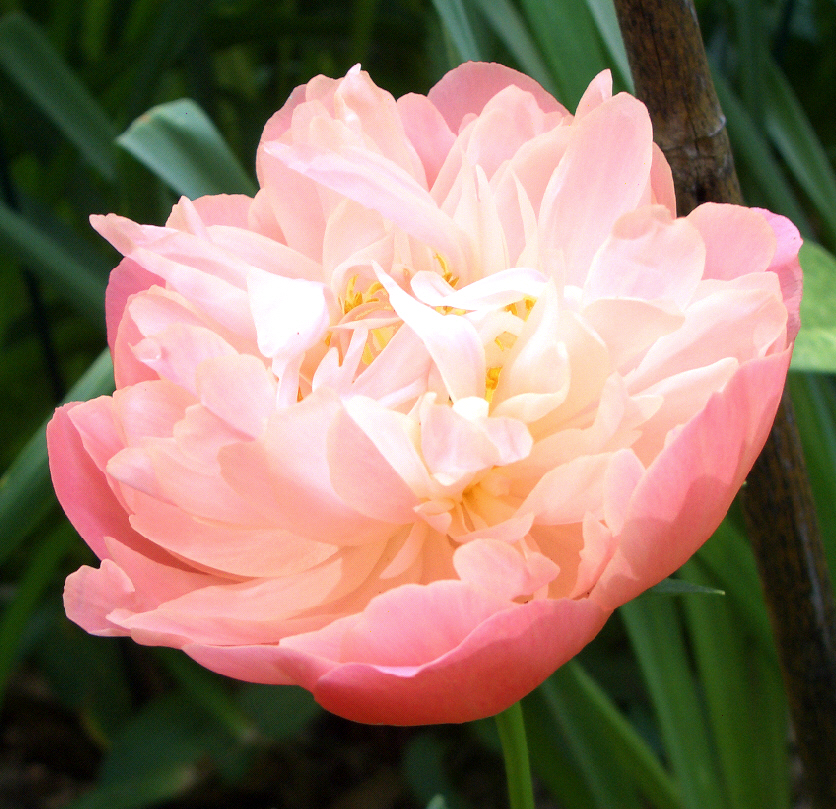
芍薬
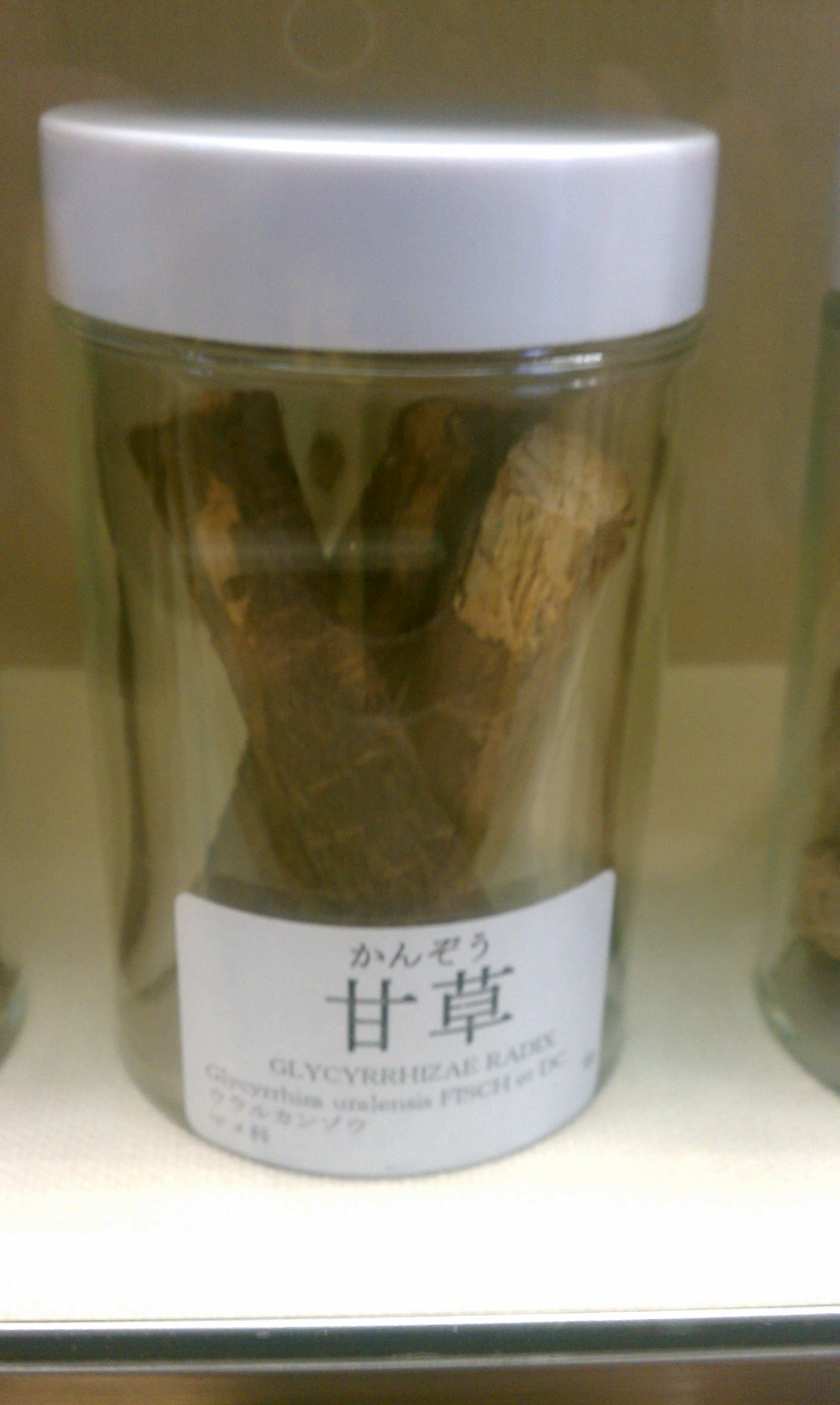
甘草

### 方解
芍薬と甘草の2生薬からなることから名付けられた。

## 禁忌
アルドステロン症のある患者、ミオパシーのある患者、低カリウム血症のある患者

## 慎重投与
次の患者には慎重に投与する。
1. 高齢者

## 相互作用

### 併用注意
次の薬剤との併用により、偽アルドステロン症、ミオパシーが出現しやすくなる。
1. 甘草含有製剤
2. グリチルリチン酸およびその塩類を含有する製剤
3. ループ系利尿剤
4. チアジド系利尿剤

## 副作用
次の副作用がある。

### 長期服用
60歳以上が30日を越える服用によって低カリウム血症、偽アルドステロン症。

### 重大な副作用
間質性肺炎、偽アルドステロン症、鬱血性心不全、心室細動、心室頻拍、ミオパシー、肝機能障害、黄疸

### その他
発疹、発赤、瘙痒、悪心、嘔吐、下痢

## 注意事項
高齢者は生理機能の低下、妊産婦、小児は安全性未確立のため注意が必要である。

## 関連処方
- 芍薬甘草附子湯：芍薬甘草湯に附子を加えたもの。